# Sucht Schweiz

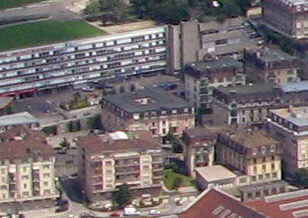
In der Mitte des Bildes das Gebäude von Sucht Schweiz, in der Nähe des Bahnhofs Lausanne (2007)

Sucht Schweiz ist eine Schweizer Stiftung, die sich in der Suchtforschung, in der Prävention und Gesundheitsförderung sowie auf politischer Ebene engagiert.

## Geschichte
Die Organisation ging 1902 als «Schweizerisches Abstinenz-Sekretariat» (SAS) aus der Abstinenzbewegung hervor und hat sich lange Zeit auf die Prävention von Alkoholproblemen konzentriert. Nach und nach weitete sie ihre Aktivitäten auf andere Substanzen aus.
1913 wurde das SAS in «Schweizerische Zentralstelle zur Bekämpfung des Alkoholismus», 1976 in «Schweizerische Fachstelle für Alkoholprobleme» und 1991 in «Schweizerische Fachstelle für Alkohol- und andere Drogenprobleme» (SFA) umbenannt. Seit 2003 ist Sucht Schweiz eine gemeinnützige Stiftung. Anne Lévy präsidierte den Stiftungsrat von 2014 bis 2019, danach wurde sie von Silvia Schenker abgelöst.
Sucht Schweiz veröffentlicht jährlich einen Suchtbericht, das «Schweizer Suchtpanorama». Sucht Schweiz unterstützt die Kampagne für die eidgenössische Volksinitiative «Ja zum Schutz der Kinder und Jugendlichen vor Tabakwerbung».